# Глибочицька сільська рада
Глибочицька сільська рада (до 1946 року — Вацьківська сільська рада) — орган місцевого самоврядування Глибочицької сільської територіальної громади Житомирського району Житомирської області з розміщенням у с. Глибочиця.

## Склад ради

### VIII скликання
Рада складається з 22 депутатів та голови.
25 жовтня 2020 року, на чергових місцевих виборах, було обрано 22 депутати ради, з них (за суб'єктами висування): самовисування — 18, «За майбутнє», Всеукраїнське об'єднання «Батьківщина», «Слуга народу» та «Європейська Солідарність» — по 1.
Головою громади обрали позапартійного самовисуванця Сергія Сокальського, Глибочицького сільського голову.

### Перший склад ради громади (2017р.)
Перші вибори депутатів ради громади та Глибочицького сільського голови відбулись 29 жовтня 2017 року. Було обрано 25 депутатів ради, з них (за суб'єктами висування): самовисування — 19, Всеукраїнське об'єднання «Батьківщина» — 3, Аграрна партія України — 2 та Об'єднання «Самопоміч» — 1 депутат.
Головою громади обрали позапартійного самовисуванця Сергія Сокальського, тодішнього Глибочицького сільського голову.
19 листопада 2017 року відбулось повторне голосування з виборів депутата ради в одномандатному виборчому окрузі № 10 — обраним депутатом став самовисуванець.

### Керівний склад сільської ради
| ПІБ                           | Основні відомості                              | Суб'єкт висування | Дата обрання | Дата звільнення |
| ----------------------------- | ---------------------------------------------- | ----------------- | ------------ | --------------- |
| Сокальський Сергій Вікторович | Сільський голова, 1973 року народження, освіта |                   | 26.03.2006   | 31.10.2010      |
| Сокальський Сергій Вікторович | Сільський голова, 1973 року народження, освіта |                   | 31.10.2010   | 25.10.2015      |
| Сокальський Сергій Вікторович | Сільський голова, 1973 року народження, освіта |                   | 25.10.2015   | 29.10.2017      |
| Сокальський Сергій Вікторович | Сільський голова, 1973 року народження, освіта | Самовисування     | 29.10.2017   | 25.10.2020      |
| Сокальський Сергій Вікторович | Сільський голова, 1973 року народження, освіта | Самовисування     | 25.10.2020   |                 |

Примітка: таблиця складена за даними джерела

## Історія
Створена 1923 року, з назвою Вацьківська сільська рада, в складі сіл Вацьків, Гадзинка, Калинівка та хутора Артанка Левківської волості Житомирського повіту Волинської губернії. 28 вересня 1925 року с. Гадзинка відійшло до складу новоствореної Гадзинської сільської ради Черняхівського району Волинської округи. Станом на 30 січня 1928 року на обліку числиться х. Смоківка; х. Артанка не перебуває на обліку населених пунктів. 8 січня 1929 року в с. Калинівка утворено Калинівську сільську раду Іванківського району. Від 1946 року в підпорядкуванні ради перебувають хутори Хінчанка та Хінчанка Перша.
7 червня 1946 року, відповідно до указу Президії Верховної ради Української РСР «Про збереження історичних найменувань та уточнення і впорядкування існуючих назв сільрад і населених пунктів Житомирської області», сільську раду перейменовано на Глибочицьку, внаслідок перейменування центру ради на с. Глибочиця.
Станом на 1 вересня 1946 року сільська рада входила до складу Житомирського району Житомирської області, на обліку в раді перебували с. Глибочиця та хутори Смоківка й Хінчанка.
5 березня 1959 року, внаслідок об'єднання сільських рад, відповідно рішення Житомирського облвиконкому № 161 «Про ліквідацію та зміну адміністративно-територіального поділу окремих сільських рад області», підпорядковано села Гадзинка, Корчунок, Нова Березина та Нова Вигода. Після 1959 року х. Хінчанка не числиться як самостійний населений пункт. 29 червня 1960 року с. Корчунок приєднане до с. Березина. 1 серпня 1971 року села Смоківка та Хінчанка Перша включені до території м. Житомир.
Станом на 1 січня 1972 року сільська рада входила до складу Житомирського району Житомирської області, на обліку в раді перебували села Березина, Гадзинка, Глибочиця та Нова Вигода.
До 30 листопада 2017 року — адміністративно-територіальна одиниця в Житомирському районі Житомирської області з підпорядкуванням сіл Березина, Гадзинка, Глибочиця та Нова Вигода.
Входила до складу Левківського (Іванківського) (7.03.1923 р.), Житомирського (14.05.1939 р., 4.01.1965 р.), Коростишівського (30.12.1962 р.) районів та Житомирської міської ради (15.09.1930 р.).

### Населення
Кількість населення ради, станом на 1923 рік, становила 2 773 особи, кількість дворів — 591.
Відповідно до результатів перепису населення СРСР, кількість населення ради, станом на 12 січня 1989 року, становила 3 912 осіб.
Станом на 5 грудня 2001 року, відповідно до перепису населення України, кількість мешканців сільської ради становила 3 951 особу.